# Medalistki mistrzostw Polski seniorów w pchnięciu kulą
Medalistki mistrzostw Polski seniorów w pchnięciu kulą – zdobywczynie medali seniorskich mistrzostw Polski w konkurencji pchnięcia kulą.
Pchnięcie kulą kobiet jest rozgrywane na mistrzostwach kraju od mistrzostw w 1923, które odbyły się w Warszawie. Pierwszą w historii mistrzynią Polski została zawodniczka Pogoni Lwów Stefania Ditczuk, która uzyskała wynik 8,05 m. Zawody mistrzowskie w latach 1923, 1924 i 1926 były rozgrywane kulą o ciężarze 5 kg, a w 1925 – o ciężarze 3,628 kg. Dopiero od 1927 używana jest kula o ciężarze 4 kg.
Najwięcej medali mistrzostw Polski (dziewiętnaście) zdobyła Krystyna Zabawska, która również zdobyła najwięcej złotych (szesnaście).
Aktualny rekord mistrzostw Polski seniorów w pchnięciu kulą wynosi 19,58 m i został ustanowiony przez Ludwikę Chewińską podczas mistrzostw w 1976 w Bydgoszczy.

## Medalistki
| NR – rekord kraju \| PB – rekord życiowy \| SB – najlepszy wynik w sezonie \| NL – najlepszy wynik w polskich tabelach w sezonie |

| Mistrzostwa              | 1. miejsce                               | Rezultat | 2. miejsce                                    | Rezultat | 3. miejsce                                    | Rezultat |
| 1922                     | nie rozgrywano                           |          |                                               |          |                                               |          |
| Warszawa 1923            | Stefania Ditczuk Pogoń Lwów              | 8,05     | Hanna Jabłczyńska AZS Warszawa                | 6,26     | Bronisława Szmendziuk Pogoń Lwów              | 5,79     |
| Warszawa 1924            | Halina Konopacka AZS Warszawa            | 7,605    | Jarosława Szmid Polonia Warszawa              | 7,11     | Stefania Paruszewska Sokół Warszawa           | 6,47     |
| Warszawa 1925            | Halina Konopacka AZS Warszawa            | 9,805    | Hanna Jabłczyńska AZS Warszawa                | 8,39     | Ewa Brandt AZS Warszawa                       | 8,04     |
| Warszawa 1926            | Halina Konopacka AZS Warszawa            | 8,16     | Janina Grabicka Sokół-Grażyna Warszawa        | 7,66     | Zofia Chenclewska Sokół-Grażyna Warszawa      | 7,38     |
| Poznań 1927              | Halina Konopacka AZS Warszawa            | 10,02    | Irena Jaśnikowska Cracovia                    | 9,47     | Maria Miłobędzka AZS Warszawa                 | 8,56     |
| Kraków 1928              | Halina Konopacka AZS Warszawa            | 10,39 NR | Irena Jaśnikowska Cracovia                    | 10,18    | Sonia Lewin Makabi Wilno                      | 9,77     |
| Warszawa 1929            | Irena Jaśnikowska Cracovia               | 10,28    | Sonia Lewin Makabi Wilno                      | 9,92     | Wanda Jasieńska AZS Poznań                    | 9,38     |
| Bydgoszcz 1930           | Sonia Lewin Makabi Wilno                 | 10,71    | Halina Konopacka AZS Warszawa                 | 10,33    | Wanda Jasieńska AZS Poznań                    | 10,02    |
| Warszawa 1931            | Wanda Jasieńska AZS Poznań               | 11,03    | Halina Konopacka AZS Warszawa                 | 10,58    | Jadwiga Wajsówna Sokół Pabianice              | 9,79     |
| Łódź 1932                | Wanda Jasieńska AZS Poznań               | 11,49    | Jadwiga Wajsówna Sokół Pabianice              | 10,54    | Jadwiga Janowska Krusche-Ender Pabianice      | 9,60     |
| Królewska Huta 1933      | Wanda Jasieńska AZS Poznań               | 11,76    | Jadwiga Wajsówna Sokół Pabianice              | 11,64    | Sonia Lewin-Szmukler Makabi Wilno             | 10,73    |
| Warszawa 1934            | Jadwiga Wajsówna Sokół Pabianice         | 11,07    | Maria Kwaśniewska ŁKS Łódź                    | 10,81    | Sonia Lewin-Szmukler Makabi Wilno             | 10,36    |
| Kraków 1935              | Jadwiga Wajsówna Sokół Poznań            | 11,85    | Genowefa Cejzik AZS Warszawa                  | 11,04    | Maria Kwaśniewska ŁKS Łódź                    | 10,37    |
| Łódź 1936                | Jadwiga Wajsówna Sokół Łódź              | 12,12 NR | Maria Kwaśniewska ŁKS Łódź                    | 10,68    | Dutka Warszawianka                            | 10,42    |
| Bydgoszcz 1937           | Jadwiga Wajsówna Boruta Zgierz           | 11,80    | Genowefa Cejzik Strzelec Katowice             | 11,16    | Klara Gackowska Sokół Grudziądz               | 10,42    |
| Grudziądz 1938           | Wanda Flakowicz Warszawianka             | 13,01    | Marianna Skrzypnik Pomorzanin Toruń           | 10,95    | Waltruda Krüger KPW Poznań                    | 10,26    |
| Chorzów 1939             | Wanda Flakowicz Warszawianka             | 12,25    | Magdalena Breguła Strzelec Katowice           | 11,60    | Genowefa Cejzik Polonia Warszawa              | 11,19    |
| 1940-1944                | nie rozgrywano                           |          |                                               |          |                                               |          |
| Łódź 1945                | Jadwiga Wajsówna DKS Łódź                | 10,125   | Helena Szendzielorz Lignoza Krywałd           | 9,97     | Genowefa Cejzik Skra Warszawa                 | 9,79     |
| Kraków 1946              | Wanda Jasieńska Warta Poznań             | 11,18    | Jadwiga Wajsówna DKS Łódź                     | 10,95    | Janina Leńska-Ditkowska Wisła Kraków          | 10,89    |
| Katowice 1947            | Jadwiga Wajsówna DKS Łódź                | 11,02    | Magdalena Breguła Siemianowiczanka            | 10,80    | Janina Peska ŁKS Łódź                         | 10,47    |
| Bydgoszcz 1948           | Wanda Flakowicz Społem Wrocław           | 11,67    | Magdalena Breguła Pogoń Katowice              | 11,21    | Jadwiga Wajs-Marcinkiewicz DKS Łódź           | 10,89    |
| Łódź 1949                | Magdalena Breguła Pogoń Katowice         | 11,79    | Jadwiga Konik Kolejarz Kraków                 | 11,12    | Irena Klimowska Kolejarz Kraków               | 9,90     |
| Kraków 1950              | Magdalena Breguła Stal Katowice          | 12,63    | Jadwiga Konik Kolejarz Kraków                 | 12,57    | Kazimiera Piec LKS Żurawica                   | 10,60    |
| Warszawa 1951            | Magdalena Breguła Stal Katowice          | 12,60    | Jadwiga Konik Kolejarz Kraków                 | 12,11    | Wanda Flakowicz Stal Gliwice                  | 11,54    |
| Wrocław 1952             | Magdalena Breguła Stal Katowice          | 12,64    | Maria Serkiz Włókniarz Zielona Góra           | 11,80    | Maria Ciach Włókniarz Łódź                    | 11,64    |
| Warszawa 1953            | Jadwiga Konik Kolejarz Kraków            | 12,94    | Urszula Figwer AZS Kraków                     | 12,34    | Maria Ciach Włókniarz Tomaszów                | 11,905   |
| Warszawa 1954            | Jadwiga Klimaj Kolejarz Kraków           | 12,77    | Maria Ciach Włókniarz Tomaszów                | 12,55    | Urszula Figwer AZS Kraków                     | 12,28    |
| Łódź 1955                | Eugenia Rusin Gwardia Gdańsk             | 12,81    | Kazimiera Sobocińska CWKS Warszawa            | 12,81    | Urszula Figwer AZS Kraków                     | 12,46    |
| Zabrze 1956              | Jadwiga Klimaj OWKS Kraków               | 14,52 NR | Eugenia Rusin Gwardia Gdańsk                  | 14,04    | Maria Michalak CWKS Warszawa                  | 13,30    |
| Poznań 1957              | Jadwiga Klimaj Wawel Kraków              | 14,04    | Eugenia Rusin Wybrzeże Gdańsk                 | 14,00    | Krystyna Kowolik GKS Czeladź                  | 12,59    |
| Bydgoszcz 1958           | Jadwiga Klimaj Wawel Kraków              | 14,10    | Eugenia Rusin Wybrzeże Gdańsk                 | 13,96    | Urszula Figwer AZS Kraków                     | 12,76    |
| Gdańsk 1959              | Eugenia Rusin Wybrzeże Gdańsk            | 14,38    | Jadwiga Klimaj Wawel Kraków                   | 13,89    | Urszula Figwer AZS Kraków                     | 13,04    |
| Olsztyn 1960             | Eugenia Rusin Wybrzeże Gdańsk            | 14,79    | Jadwiga Klimaj Wawel Kraków                   | 14,48    | Urszula Figwer AZS Kraków                     | 13,72    |
| Nowa Huta 1961           | Jadwiga Klimaj Wawel Kraków              | 15,03    | Eugenia Rusin Wybrzeże Gdańsk                 | 14,47    | Stefania Kiewłen SLA Sopot                    | 13,57    |
| Warszawa 1962            | Stefania Kiewłen Spójnia Gdańsk          | 14,55    | Jadwiga Kowalczuk Gwardia Warszawa            | 14,44    | Teresa Niemiec Start Lublin                   | 12,34    |
| Bydgoszcz 1963           | Jadwiga Kowalczuk Gwardia Warszawa       | 14,73    | Stefania Kiewłen SLA Sopot                    | 14,48    | Bolesława Kołpuć Gwardia Olsztyn              | 13,73    |
| Warszawa 1964            | Stefania Kiewłen Spójnia Gdańsk          | 14,23    | Jadwiga Kowalczuk Gwardia Warszawa            | 13,78    | Kazimiera Rykowska Gwardia Warszawa           | 13,67    |
| Szczecin 1965            | Eugenia Ciarkowska Wybrzeże Gdańsk       | 14,23    | Elżbieta Michalczak Polonia Warszawa          | 13,87    | Kazimiera Rykowska Legia Warszawa             | 13,03    |
| Poznań 1966              | Eugenia Ciarkowska Wybrzeże Gdańsk       | 14,05    | Bolesława Hodt Gwardia Olsztyn                | 13,91    | Elżbieta Michalczak Polonia Warszawa          | 13,84    |
| Chorzów 1967             | Eugenia Ciarkowska Wybrzeże Gdańsk       | 14,18    | Elżbieta Michalczak Polonia Warszawa          | 14,07    | Bolesława Hodt Gwardia Olsztyn                | 13,87    |
| Zielona Góra 1968        | Elżbieta Michalczak Polonia Warszawa     | 14,54    | Ludwika Dobrowolska Gwardia Olsztyn           | 14,43    | Irena Morawiec Start Katowice                 | 14,06    |
| Kraków 1969              | Elżbieta Michalczak Polonia Warszawa     | 14,97    | Ludwika Dobrowolska Gwardia Olsztyn           | 14,93    | Irena Morawiec Start Katowice                 | 14,42    |
| Warszawa 1970            | Ludwika Chewińska Gwardia Warszawa       | 16,46    | Marianna Leńska Gwardia Olsztyn               | 14,42    | Elżbieta Michalczak Polonia Warszawa          | 14,39    |
| Warszawa 1971            | Ludwika Chewińska Gwardia Warszawa       | 16,96    | Janina Danilczuk Wisła Kraków                 | 15,61    | Marianna Leńska Gwardia Warszawa              | 14,94    |
| Warszawa 1972            | Ludwika Chewińska Gwardia Warszawa       | 17,84    | Marianna Leńska Gwardia Warszawa              | 14,84    | Elżbieta Kasicka RKS Błonie                   | 14,83    |
| Warszawa 1973            | Ludwika Chewińska Gwardia Warszawa       | 18,27    | Janina Danilczuk Wisła Kraków                 | 15,26    | Danuta Bazylska Lumel Zielona Góra            | 15,04    |
| Warszawa 1974            | Ludwika Chewińska Gwardia Warszawa       | 18,11    | Janina Kalina Wisła Kraków                    | 16,59    | Beata Habrzyk Piast Gliwice                   | 15,70    |
| Bydgoszcz 1975           | Ludwika Chewińska Gwardia Warszawa       | 18,80    | Beata Habrzyk Piast Gliwice                   | 16,91    | Janina Kalina Wisła Kraków                    | 16,72    |
| Bydgoszcz 1976           | Ludwika Chewińska Gwardia Warszawa       | 19,58 NR | Danuta Rosani Gwardia Warszawa                | 16,64    | Beata Habrzyk Górnik Zabrze                   | 16,38    |
| Bydgoszcz 1977           | Beata Habrzyk Górnik Zabrze              | 16,98    | Bożena Wojciekian AZS Wrocław                 | 16,85    | Janina Kalina Wisła Kraków                    | 15,68    |
| Warszawa 1978            | Beata Habrzyk Górnik Zabrze              | 18,08    | Ludwika Chewińska Gwardia Warszawa            | 17,70    | Bożena Wojciekian AZS Wrocław                 | 16,89    |
| Poznań 1979              | Beata Habrzyk Górnik Zabrze              | 17,55    | Ludwika Chewińska Gwardia Warszawa            | 17,51    | Bożena Wojciekian AZS Wrocław                 | 15,82    |
| Łódź 1980                | Ludwika Chewińska Gwardia Warszawa       | 16,95    | Bożena Wojciekian AZS Wrocław                 | 15,88    | Danuta Gwardecka Gwardia Warszawa             | 15,10    |
| Zabrze 1981              | Ludwika Chewińska Gwardia Warszawa       | 16,97    | Danuta Gwardecka Gwardia Warszawa             | 15,69    | Beata Podobińska Górnik Zabrze                | 15,50    |
| Lublin 1982              | Ludwika Chewińska Gwardia Warszawa       | 16,97    | Danuta Gwardecka Gwardia Warszawa             | 15,69    | Janina Niżnik Hutnik Kraków                   | 14,32    |
| Bydgoszcz 1983           | Ludwika Chewińska Gwardia Warszawa       | 15,79    | Janina Niżnik Hutnik Kraków                   | 15,40    | Bogumiła Suska AZS Wrocław                    | 14,94    |
| Lublin 1984              | Bogumiła Suska AZS Wrocław               | 15,45    | Dorota Waszczuk AZS Wrocław                   | 14,82    | Anna Salińska Podlasie Białystok              | 14,76    |
| Bydgoszcz 1985           | Małgorzata Wolska Zawisza Bydgoszcz      | 16,34    | Teresa Pawliszcze Górnik Zabrze               | 15,86    | Bogumiła Suska AZS Wrocław                    | 15,58    |
| Grudziądz 1986           | Małgorzata Wolska Zawisza Bydgoszcz      | 17,46    | Małgorzata Nowak Gwardia Warszawa             | 16,59    | Teresa Pawliszcze Górnik Zabrze               | 15,83    |
| Poznań 1987              | Małgorzata Wolska Zawisza Bydgoszcz      | 17,07    | Renata Katewicz Start Łódź                    | 16,02    | Lucyna Gruszczyńska Zawisza Bydgoszcz         | 15,96    |
| Grudziądz 1988           | Małgorzata Wolska AZS Katowice           | 17,07    | Mirosława Znojek AKS Chorzów                  | 15,76    | Anna Salińska Podlasie Białystok              | 15,51    |
| Kraków 1989              | Mirosława Znojek AKS Chorzów             | 15,78    | Irena Car AZS-AWF Wrocław                     | 15,76    | Krystyna Danilczyk Jagiellonia Białystok      | 15,69    |
| Piła 1990                | Małgorzata Wolska Zawisza Bydgoszcz      | 17,34    | Krystyna Danilczyk Jagiellonia Białystok      | 17,23    | Renata Katewicz Start Łódź                    | 16,48    |
| Kielce 1991              | Krystyna Danilczyk Jagiellonia Białystok | 18,07    | Małgorzata Wolska Zawisza Bydgoszcz           | 16,86    | Mirosława Znojek AKS Chorzów                  | 16,58    |
| Warszawa 1992            | Krystyna Danilczyk Jagiellonia Białystok | 19,20    | Mirosława Znojek AKS Chorzów                  | 16,50    | Renata Katewicz Zagłębie Lubin                | 16,23    |
| Kielce 1993              | Krystyna Danilczyk Jagiellonia Białystok | 17,96    | Mirosława Znojek-Mastej AKS Chorzów           | 15,41    | Agnieszka Ptaszkiewicz WKS Ciechanów          | 15,32    |
| Piła 1994                | Krystyna Danilczyk Jagiellonia Białystok | 18,18    | Renata Katewicz WLKS Siedlce                  | 16,41    | Katarzyna Żakowicz Podlasie Białystok         | 15,68    |
| Warszawa 1995            | Katarzyna Żakowicz Podlasie Białystok    | 16,12    | Krystyna Danilczyk Podlasie Białystok         | 15,32    | Agnieszka Ptaszkiewicz WKS Ciechanów          | 14,73    |
| Piła 1996                | Krystyna Zabawska Podlasie Białystok     | 18,09    | Agnieszka Ptaszkiewicz AZS-AWF Biała Podlaska | 15,49    | Renata Tokarz AZS-AWF Kraków                  | 14,97    |
| Bydgoszcz 1997           | Krystyna Zabawska Podlasie Białystok     | 18,59    | Katarzyna Żakowicz Podlasie Białystok         | 17,24    | Agnieszka Ptaszkiewicz AZS-AWF Biała Podlaska | 15,61    |
| Wrocław 1998             | Krystyna Zabawska Podlasie Białystok     | 18,60    | Katarzyna Żakowicz AZS-AWF Wrocław            | 18,03    | Wioletta Potępa WMKS Płońsk                   | 15,54    |
| Kraków 1999              | Krystyna Zabawska Podlasie Białystok     | 19,03    | Katarzyna Żakowicz AZS-AWF Wrocław            | 17,99    | Renata Katewicz AZS-AWF Wrocław               | 15,48    |
| Kraków 2000              | Krystyna Zabawska Podlasie Białystok     | 18,35    | Katarzyna Żakowicz AZS-AWF Wrocław            | 17,89    | Karolina Konkolewska Zawisza Bydgoszcz        | 14,67    |
| Bydgoszcz 2001           | Krystyna Zabawska Podlasie Białystok     | 18,85    | Katarzyna Żakowicz AZS-AWF Wrocław            | 18,59    | Karolina Konkolewska Zawisza Bydgoszcz        | 16,38    |
| Szczecin 2002            | Krystyna Zabawska Podlasie Białystok     | 18,11    | Wioletta Potępa Skra Warszawa                 | 15,41    | Elżbieta Danilczyk Podlasie Białystok         | 15,10    |
| Bielsko-Biała 2003       | Krystyna Zabawska Podlasie Białystok     | 18,82    | Wioletta Potępa AZS-AWF Warszawa              | 15,85    | Agnieszka Maciąg AZS-AWF Warszawa             | 15,29    |
| Bydgoszcz 2004           | Krystyna Zabawska Podlasie Białystok     | 18,42    | Wioletta Potępa AZS-AWF Warszawa              | 16,26    | Magdalena Sobieszek AZS Lublin                | 15,27    |
| Biała Podlaska 2005      | Magdalena Sobieszek AZS-AWF Warszawa     | 15,97    | Agnieszka Bronisz Płomień Sosnowiec           | 15,75    | Wioletta Potępa AZS-AWF Warszawa              | 15,69    |
| Bydgoszcz 2006           | Krystyna Zabawska Podlasie Białystok     | 18,73    | Magdalena Sobieszek AZS-AWF Warszawa          | 17,26    | Agnieszka Bronisz Płomień Sosnowiec           | 16,50    |
| Poznań 2007              | Krystyna Zabawska Podlasie Białystok     | 17,57    | Magdalena Sobieszek AZS-AWF Warszawa          | 16,62    | Agnieszka Bronisz Płomień Sosnowiec           | 16,38    |
| Szczecin 2008            | Krystyna Zabawska Podlasie Białystok     | 17,39    | Agnieszka Bronisz Płomień Sosnowiec           | 16,80    | Magdalena Sobieszek AZS-AWF Warszawa          | 16,63    |
| Bydgoszcz 2009           | Magdalena Sobieszek AZS-UMCS Lublin      | 17,27    | Agnieszka Bronisz Płomień Sosnowiec           | 16,19    | Agnieszka Dudzińska AZS-AWF Biała Podlaska    | 16,11    |
| Bielsko-Biała 2010       | Agnieszka Bronisz Płomień Sosnowiec      | 16,55    | Paulina Guba Start Otwock                     | 15,19    | Agnieszka Maluśkiewicz AZS Poznań             | 15,06    |
| Bydgoszcz 2011           | Paulina Guba Start Otwock                | 16,94    | Anna Wloka Podium Kup                         | 16,28    | Aldona M. Żebrowska Podlasie Białystok        | 15,56    |
| Bielsko-Biała 2012       | Paulina Guba Start Otwock                | 17,47 PB | Agnieszka Dudzińska AZS-AWF Biała Podlaska    | 17,00 PB | Anna Wloka Podium Kup                         | 15,66 SB |
| Toruń 2013               | Agnieszka Dudzińska RLTL ZTE Radom       | 16,94    | Anna Wloka Podium Kup                         | 16,20    | Aldona Żebrowska niestowarzyszona             | 15,93    |
| Szczecin 2014            | Paulina Guba Start Otwock                | 16,70 SB | Agnieszka Maluśkiewicz AZS Poznań             | 16,20    | Anna Wloka Podium Kup                         | 16,15    |
| Kraków 2015              | Paulina Guba Start Otwock                | 17,63    | Agnieszka Maluśkiewicz AZS Poznań             | 16,57    | Anna Wloka Podium Kup                         | 16,42    |
| Bydgoszcz 2016           | Klaudia Kardasz Podlasie Białystok       | 16,79 SB | Agnieszka Maluśkiewicz AZS Poznań             | 16,41 SB | Anna Wloka AZS KU Politechniki Opolskiej      | 15,98 SB |
| Białystok 2017           | Paulina Guba Start Otwock                | 17,92    | Klaudia Kardasz Podlasie Białystok            | 17,53    | Aldona Żebrowska AZS AWF Kraków               | 16,34 SB |
| Lublin 2018              | Paulina Guba AZS UMCS lublin             | 18,82    | Klaudia Kardasz Podlasie Białystok            | 17,03    | Anna Niedbała Wawel Kraków                    | 16,42 SB |
| Radom 2019               | Paulina Guba AZS UMCS lublin             | 18,57    | Klaudia Kardasz Podlasie Białystok            | 18,15    | Maja Ślepowrońska AZS-AWF Warszawa            | 16,19 PB |
| Włocławek 2020           | Paulina Guba AZS UMCS lublin             | 18,09 SB | Klaudia Kardasz Podlasie Białystok            | 17,34    | Maja Ślepowrońska AZS-AWF Warszawa            | 16,80 PB |
| Poznań 2021              | Paulina Guba AZS UMCS Lublin             | 18,29 SB | Klaudia Kardasz Podlasie Białystok            | 17,33    | Maja Ślepowrońska AZS-AWF Warszawa            | 17,16 PB |
| Suwałki 2022             | Klaudia Kardasz Podlasie Białystok       | 17,65    | Paulina Guba AZS UMCS Lublin                  | 17,40    | Zuzanna Maślana MLKL Płock                    | 14,85    |
| Gorzów Wielkopolski 2023 | Klaudia Kardasz Podlasie Białystok       | 17,83 SB | Zuzanna Maślana MLKL Płock                    | 16,81    | Paulina Guba AZS UMCS Lublin                  | 16,59    |
| Bydgoszcz 2024           | Klaudia Kardasz Podlasie Białystok       | 18,52 PB | Zuzanna Maślana MLKL Płock                    | 16,73    | Martyna Karwowska KS Podlasie Białystok       | 14,20    |

## Klasyfikacja medalowa
W historii mistrzostw Polski seniorów na podium tej imprezy stanęło w sumie 79 miotaczek. Najwięcej medali – 19 – wywalczyła Krystyna Zabawska, która również zdobyła najwięcej złotych (16). W tabeli kolorem wyróżniono zawodniczki, którzy wciąż są czynnymi lekkoatletkami.
| Lp. | Zawodniczka             | Złoto | Srebro | Brąz | Razem |
| 1.  | Krystyna Zabawska       | 16    | 2      | 1    | 19    |
| 2.  | Ludwika Chewińska       | 11    | 4      | 0    | 15    |
| 3.  | Paulina Guba            | 9     | 2      | 1    | 12    |
| 4.  | Jadwiga Kowalczuk       | 7     | 7      | 0    | 14    |
| 5.  | Eugenia Ciarkowska      | 6     | 4      | 0    | 10    |
| 6.  | Jadwiga Wajsówna        | 6     | 3      | 2    | 11    |
| 7.  | Halina Konopacka        | 5     | 2      | 0    | 7     |
| 8.  | Małgorzata Wolska       | 5     | 1      | 0    | 6     |
| 9.  | Klaudia Kardasz         | 4     | 5      | 0    | 9     |
| 10. | Magdalena Breguła       | 4     | 3      | 0    | 7     |
| 11. | Wanda Jasieńska         | 4     | 0      | 2    | 6     |
| 12. | Beata Habrzyk           | 3     | 1      | 3    | 7     |
| 13. | Wanda Flakowicz         | 3     | 0      | 1    | 4     |
| 14. | Elżbieta Michalczak     | 2     | 2      | 2    | 6     |
| 14. | Magdalena Sobieszek     | 2     | 2      | 2    | 6     |
| 16. | Stefania Kiewłen        | 2     | 1      | 1    | 4     |
| 17. | Katarzyna Żakowicz      | 1     | 5      | 1    | 7     |
| 18. | Agnieszka Bronisz       | 1     | 3      | 2    | 6     |
| 19. | Mirosława Znojek        | 1     | 3      | 1    | 5     |
| 20. | Irena Jaśnikowska       | 1     | 2      | 0    | 3     |
| 21. | Sonia Lewin             | 1     | 1      | 3    | 5     |
| 22. | Agnieszka Dudzińska     | 1     | 1      | 1    | 3     |
| 23. | Bogumiła Suska          | 1     | 0      | 2    | 3     |
| 24. | Stefania Ditczuk        | 1     | 0      | 0    | 1     |
| 25. | Janina Kalina           | 0     | 3      | 2    | 5     |
| 25. | Wioletta Potępa         | 0     | 3      | 2    | 5     |
| 27. | Agnieszka Maluśkiewicz  | 0     | 3      | 1    | 4     |
| 27. | Danuta Rosani           | 0     | 3      | 1    | 4     |
| 29. | Anna Wloka              | 0     | 2      | 4    | 6     |
| 30. | Renata Katewicz         | 0     | 2      | 3    | 5     |
| 31. | Genowefa Cejzik         | 0     | 2      | 2    | 4     |
| 31. | Bożena Wojciekian       | 0     | 2      | 2    | 4     |
| 33. | Maria Kwaśniewska       | 0     | 2      | 1    | 3     |
| 33. | Marianna Leńska         | 0     | 2      | 1    | 3     |
| 33. | Zuzanna Maślana         | 0     | 2      | 1    | 3     |
| 36. | Hanna Jabłczyńska       | 0     | 2      | 0    | 2     |
| 37. | Urszula Figwer          | 0     | 1      | 5    | 6     |
| 38. | Maria Ciach             | 0     | 1      | 3    | 4     |
| 38. | Agnieszka Ptaszkiewicz  | 0     | 1      | 3    | 4     |
| 40. | Bolesława Hodt          | 0     | 1      | 2    | 3     |
| 40. | Kazimiera Rykowska      | 0     | 1      | 2    | 3     |
| 42. | Janina Niżnik           | 0     | 1      | 1    | 2     |
| 42. | Teresa Pawliszcze       | 0     | 1      | 1    | 2     |
| 44. | Irena Car               | 0     | 1      | 0    | 1     |
| 44. | Janina Grabicka         | 0     | 1      | 0    | 1     |
| 44. | Małgorzata Nowak        | 0     | 1      | 0    | 1     |
| 44. | Maria Serkiz            | 0     | 1      | 0    | 1     |
| 44. | Marianna Skrzypnik      | 0     | 1      | 0    | 1     |
| 44. | Helena Szendzielorz     | 0     | 1      | 0    | 1     |
| 44. | Jarosława Szmid         | 0     | 1      | 0    | 1     |
| 44. | Dorota Waszczuk         | 0     | 1      | 0    | 1     |
| 52. | Maja Ślepowrońska       | 0     | 0      | 3    | 3     |
| 52. | Aldona Żebrowska        | 0     | 0      | 3    | 3     |
| 54. | Karolina Konkolewska    | 0     | 0      | 2    | 2     |
| 54. | Irena Morawiec          | 0     | 0      | 2    | 2     |
| 54. | Anna Salińska           | 0     | 0      | 2    | 2     |
| 57. | Danuta Bazylska         | 0     | 0      | 1    | 1     |
| 57. | Ewa Brandt              | 0     | 0      | 1    | 1     |
| 57. | Zofia Chenclewska       | 0     | 0      | 1    | 1     |
| 57. | Elżbieta Danilczyk      | 0     | 0      | 1    | 1     |
| 57. | ... Dutka               | 0     | 0      | 1    | 1     |
| 57. | Klara Gackowska         | 0     | 0      | 1    | 1     |
| 57. | Lucyna Gruszczyńska     | 0     | 0      | 1    | 1     |
| 57. | Jadwiga Janowska        | 0     | 0      | 1    | 1     |
| 57. | Martyna Karwowska       | 0     | 0      | 1    | 1     |
| 57. | Elżbieta Kasicka        | 0     | 0      | 1    | 1     |
| 57. | Irena Klimowska         | 0     | 0      | 1    | 1     |
| 57. | Krystyna Kowolik        | 0     | 0      | 1    | 1     |
| 57. | Waltruda Krüger         | 0     | 0      | 1    | 1     |
| 57. | Janina Leńska-Ditkowska | 0     | 0      | 1    | 1     |
| 57. | Agnieszka Maciąg        | 0     | 0      | 1    | 1     |
| 57. | Maria Miłobędzka        | 0     | 0      | 1    | 1     |
| 57. | Anna Niedbała           | 0     | 0      | 1    | 1     |
| 57. | Teresa Niemiec          | 0     | 0      | 1    | 1     |
| 57. | Stefania Paruszewska    | 0     | 0      | 1    | 1     |
| 57. | Janina Peska            | 0     | 0      | 1    | 1     |
| 57. | Kazimiera Piec          | 0     | 0      | 1    | 1     |
| 57. | Bronisława Szmendziuk   | 0     | 0      | 1    | 1     |
| 57. | Renata Tokarz           | 0     | 0      | 1    | 1     |

## Zmiany nazwisk
Niektóre zawodniczki w trakcie kariery lekkoatletycznej zmieniały nazwiska. Poniżej podane są najpierw nazwiska panieńskie, a następnie po mężu:
Maria Ciach → Maria Michalak
Janina Danilczuk → Janina Kalina
Krystyna Danilczyk → Krystyna Zabawska
Ludwika Dobrowolska → Ludwika Chewińska
Beata Habrzyk → Beata Podobińska
Wanda Jasieńska → Wanda Komar
Genowefa Kobielska →  Genowefa Cejzik
Janina Kosiba → Janina Niżnik
Bolesława Kołpuć → Bolesława Hodt
Jadwiga Konik → Jadwiga Klimaj → Jadwiga Kowalczuk
Danuta Rosani → Danuta Gwardecka
Eugenia Rusin → Eugenia Ciarkowska
Maria Serkiz → Maria Śliwka
Magdalena Sobieszek → Magdalena Krawczyk
Kazimiera Sobocińska → Kazimiera Rykowska
Jadwiga Wajsówna → Jadwiga Marcinkiewicz
Mirosława Znojek → Mirosława Mastej